# القريه العليا (إب)

تعديل مصدري - تعديل

القرية العليا محلة تابعة لقرية صرعدد، التابعة لعزلة بني محرم بمديرية إب إحدى مديريات محافظة إب في الجمهورية اليمنية.، بلغ تعداد سكانها 430 حسب تعداد اليمن لعام 2004.